# You Know My Name
You Know My Name – piosenka autorstwa Davida Arnolda, w wykonaniu Chrisa Cornella, która jest wiodącym tematem z filmu fabularnego z serii filmów z Jamesem Bondem z 2006 roku pt. Casino Royale.
Cornell napisał ją razem z Davidem Arnoldem, kompozytorem soundtracku do tego filmu. Jest to pierwsza od 1987 r. piosenka tytułowa z serii filmów z Bondem śpiewana przez mężczyznę i pierwsza od 1983, która ma inny tytuł, niż tytuł filmu. Cornell jest pierwszym Amerykaninem śpiewającym główny temat filmu z Jamesem Bondem.
Chris Cornell otrzymał za nią nagrodę Satellite w kategorii „Najlepsza piosenka” w 2007 roku.